# اليوم الوطني للتأمل
يوم التأمل الوطني (بالإنجليزية: Day of Reflection)‏ في المملكة المتحدة هو يوم لتذكر أولئك الذين ماتوا خلال جائحة كوفيد-19. تم إطلاقه، باعتباره اليوم الوطني للتأمل عام 2021 من قبل مؤسسة ماري كوري الخيرية، وأقيم في 23 مارس، الذكرى السنوية للإغلاق الأول بسبب كوفيد-19 في المملكة المتحدة. عام 2024 تمت إزالة كلمة "وطني" وتم تغيير تاريخ اليوم الرابع إلى الأحد 3 مارس 2024. يتم دعم هذا الحدث من قبل كنيسة إنجلترا.
عام 2022 كتب الشاعر الحائز على جائزة شاعر البلاط، سيمون أرميتاج، قصيدة "الإنسان فقط"، والتي قرأها في الخدمة التي أقيمت في كاتدرائية يورك في اليوم الوطني للتأمل.